# International Young Democrat Union
| Basisdaten              | Basisdaten                 |
| ----------------------- | -------------------------- |
| Das Logo der IYDU       |                            |
| Gründungsdatum:         | 1981                       |
| Gründungsort:           | Washington, D.C.           |
| Präsident:              | Michael Dust (Deutschland) |
| Generalsekretär:        | Eva Dohalova / JVP (AT)    |
| Vorstandsmitglied/Dtl.: | Michael Dust / JU          |
| Website:                | www.iydu.org               |

Die International Young Democrat Union (kurz IYDU) ist eine nichtstaatliche Dachorganisation von politischen Mitte-rechts-Nachwuchsorganisation auf der ganzen Welt, die sich den Zielen verpflichtet haben, Freiheit und rechtsstaatliche Prinzipien zu fördern.
Im deutschsprachigen Raum sind die Junge Union Deutschlands, die Junge Volkspartei Österreichs, die Junge Generation in der Südtiroler Volkspartei sowie die Junge Christlichdemokratische Volkspartei der Schweiz und die Junge Schweizerische Volkspartei Mitgliedsverbände der IYDU.
Der erste Vorsitzende der IYDU war nach der Gründung 1981 der deutsche Europapolitiker Elmar Brok.

## Ziele und Prinzipien
Die vier Grundprinzipien der Organisation sind Demokratie, Respekt der Menschenrechte, freie Märkte und freier Handel. Besonderes Augenmerk liegt darin, dem Staatsinterventionismus und dem Sozialismus weltweit Einhalt zu gebieten. Damit will IYDU einen aktiven Beitrag zur Arbeit der IDU (International Democrat Union), an die sie sich inhaltlich und organisatorisch anlehnt, leisten. Deutsche Mitglieder in IDU sind die Parteien CDU und CSU. Ziel der IYDU-Veranstaltungen ist, den Kontakt zwischen den Mitgliedsorganisationen zu intensivieren, Gedanken auszutauschen und weiterzuentwickeln, die die Prinzipien der Organisation fördern. In diesem Zusammenhang wird derzeit die Kampagne „Campaign for Religious Freedom“ geführt und eine weitere Kampagne gegen Linkspopulismus ist in Vorbereitung. Besonderes Augenmerk wird auf Weißrussland gelegt, wo Mitgliedsorganisationen der IYDU unter erschwerten politischen Bedingungen aktiv sind.

## Aufbau und Struktur
In IYDU haben sich über 125 Mitgliedsorganisationen aus über 80 Staaten aller Kontinente zusammengeschlossen. Sie stehen allesamt den Mitte-rechts-Parteien in den jeweiligen Ländern und Regionen nahe und nehmen somit aktiv am politischen Geschehen in ihren Ländern teil. Aus Deutschland ist die Junge Union Mitglied. Der IYDU kann jede nationale, regionale oder internationale politische Organisation beitreten, die die „Declaration of Principles“ der Organisation unterstützt und sich zu ihren Zielen und Prinzipien bekennt. Die „Declaration of Principles“ ist die Gründungsurkunde der IYDU. IYDU wurde auf der Konferenz in Washington, D.C. (Vereinigte Staaten) 1981 gegründet.
Der Rat („Council“) besteht aus dem Schirmherr, den Amtsträgern und den Mitgliedsorganisationen der IYDU. Der Rat wählt die Amtsträger und nimmt Berichte der Amtsträger sowie der Mitgliedsorganisationen entgegen. Der Vorstand (Board) führt die Aufsicht über die Tagesgeschäfte aus und ist u. a. verantwortlich für die Festlegung des Budgets.
Anlässlich des 20. Jahrestags des Falls der Berliner Mauer fand der IYDU Jahreskongress vom 25. bis 28. November 2009 in Berlin statt. Der damalige Kandidat der Jungen Union Deutschlands, Daniel Walther, wurde auf dem nachfolgenden Council Meeting in London im Dezember 2010 einstimmig zum Chairman gewählt. Im März 2011 fand mit rund 30 Teilnehmern ein Board Meeting im irakisch-kurdischen Erbil statt. Vom 23.–26. Juni folgte das Freedom Forum 2011 in Bogotá (Kolumbien), im September das zweite Board Meeting in Moskau und im Oktober ein Study Trip nach Südkorea. Auf dem Council Meeting mit den jährlichen Neuwahlen fand vom 9.–13. Januar 2012 im australischen Sydney statt, Nicolas Figari (Chile) wurde zum neuen Chairman gewählt und Aris Kalafatis (Griechenland) zum Deputy Chairman. Vom 12.–15. April 2012 wurde auf dem ersten Board Meeting nach dem beruflich bedingten Rücktritt Figaris sein Stellvertreter Aris Kalafatis (Griechenland) zum neuen Chairman gewählt. Vom 12.–15. Juli 2012 stärkte IYDU mit dem Freedom Forum in Rabat/Marokko seine Stellung in der MENA-Region. Zusammen mit zahlreichen Teilnehmern aus der Region wurden Wege gesucht und diskutiert, die demokratischen Bewegungen in MENA zu unterstützen. Der „Arab Spring“ ging vor allem von der jungen Generation aus.
Die Aufnahme von über 20 neuen Mitgliedsverbänden auf dem Sydney Council Meeting zeigt die hohe Attraktivität der IYDU für politische Nachwuchsverbände – weltweit.

## Vorstand der IYDU
| Zeitraum  | Name                   | Land               |
| --------- | ---------------------- | ------------------ |
| 1981–1983 | Elmar Brok             | Deutschland        |
| 1992–1994 | Mark Heywood           | Australien         |
| 1994–1998 | Tony Zagotta           | Vereinigte Staaten |
| 1998–2002 | Andrew Rosindell       | Großbritannien     |
| 2002–2004 | Shane Frith            | Neuseeland         |
| 2004–2006 | Donald Simpson         | Großbritannien     |
| 2006–2008 | Peter Skovholt Gitmark | Norwegen           |
| 2008–2010 | Tim Dier               | Großbritannien     |
| 2010–2012 | Daniel Walther         | Deutschland        |
| 2012–2012 | Nicolas Figari         | Chile              |
| 2012–2014 | Aris Kalafatis         | Griechenland       |
| 2014–2016 | Gerti Bogdani MP       | Albanien           |
| 2016–2019 | Bachir Wardini         | Libanon            |
| 2019–2021 | Bruno Kazuhiro         | Brasilien          |
| 2021–     | Michael Dust           | Deutschland        |

## Mitgliedsorganisationen
| Land                              | Name der Organisation                                   |
| --------------------------------- | ------------------------------------------------------- |
| Albanien                          | Youth Forum of The Democratic Party of Albania          |
| Albanien                          | Grupimi Rinor Universitar Demokrat                      |
| Amerika                           | Americas Young Democrat Union (AYDU)                    |
| Anguilla                          | One Anguilla Youth                                      |
| Argentinien                       | Juventud de Propuesta Republicana (Jovenes PRO)         |
| Armenien                          | Young Republicans of Armenia                            |
| Aserbaidschan                     | NIPA Youth                                              |
| Australien                        | Australian Liberal Students Federation                  |
| Australien                        | Young Liberal Movement of Australia                     |
| Australien                        | Young Liberals                                          |
| Belgien                           | Jong CD&V                                               |
| Belgien                           | Jong NV-A                                               |
| Belize                            | United Democratic Party Youth Popular                   |
| Bolivien                          | Juventud de Accion Democratica Nacionalista             |
| Bosnien und Herzegowina           | Partija demokratskog progresa                           |
| Bosnien und Herzegowina           | Jugendorganisation der SDA                              |
| Brasilien                         | Juventude Democratas (JDEM)                             |
| Bulgarien                         | Federation of Independent Student Societies             |
| Bulgarien                         | Youth Union of Democratic Forces                        |
| Chile                             | Juventud Renovación Nacional                            |
| Chile                             | Union Democrata Independiente                           |
| Republik China (Taiwan)           | Kuomintang Youth League                                 |
| Costa Rica                        | Partido Integración Nacional                            |
| Dänemark                          | Konservativ Ungdoms Landsorganisation (KU)              |
| Dänemark                          | Konservative Studerendes Landsorganisation (KS)         |
| Deutschland                       | Junge Union                                             |
| Dominica                          | Young Freedom Movement                                  |
| Ecuador                           | Juventud la 6                                           |
| El Salvador                       | Juventud de Alianza Republican Nacionalista             |
| Estland                           | Res Publica (IRL)                                       |
| Europa                            | Youth of the European People’s Party (YEPP)             |
| Europa                            | Democrat Youth Community of Europe (DEMYC)              |
| Europa                            | European Democrat Students (EDS)                        |
| Europa                            | European Young Conservatives (EYC)                      |
| Europa                            | Nordic Conservative Student Union (NKSU)                |
| Europa                            | Nordic Young Conservatives (NUU)                        |
| Färöer                            | Fólkafloksungdómur                                      |
| Finnland                          | Kokoomuksen Nuorten Liitto                              |
| Frankreich                        | Les Jeunes Républicains                                 |
| Frankreich                        | Mouvement des étudiants (MET)                           |
| Georgien                          | Axalgazrda Memarjveneebi (AME)                          |
| Georgien                          | Conservative Union of Georgian Youth (CUGY)             |
| Georgien                          | Georgian Youth Christian Democratic Association (SAQDA) |
| Georgien                          | Youth of UNM (United National Movement)                 |
| Georgien                          | Young Christian Democrats (YCD)                         |
| Ghana                             | New Patriotic Party Youth                               |
| Griechenland                      | DAP – NDFK                                              |
| Griechenland                      | Organosi Neon Neas Dimokratias (ONNED)                  |
| Grenada                           | New National Party Youth Arm                            |
| Guatemala                         | Partido Unionista                                       |
| Guyana                            | ROAR Guyana                                             |
| Guyana                            | United Youth Society                                    |
| Honduras                          | Juventud Nacionalista                                   |
| Irak/Kurdistan                    | Kurdistan Democratic Youth Union                        |
| Irak                              | Chaldoassyrian Student and Youth Union                  |
| Island                            | Samband Ungra Sjálfstæðismanna (SUS)                    |
| Israel                            | Kadima                                                  |
| Israel                            | Young Likud                                             |
| Italien                           | Forza Italia Giovani                                    |
| Italien/Südtirol                  | Junge Generation in der Südtiroler Volkspartei          |
| Jamaika                           | Generation 2000                                         |
| Kanada                            | Conservative Party of Canada                            |
| Karibik                           | Caribbean Young Democratic Union (CYDU)                 |
| Kenia                             | Young Democrats of the Democratic Party                 |
| Kolumbien                         | Nuevas Generaciones del Partido Conservador Colombiano  |
| Kosovo                            | Youth Forum of LDK                                      |
| Kroatien                          | Mladež Hrvatske demokratske zajednice (MHDZ)            |
| Kuba                              | Young Cubans in Action                                  |
| Lettland                          | Latvian Conservative Youth Union (LKJA)                 |
| Lettland                          | Tautas partijas Jaunatnes organizâcija                  |
| Libanon                           | Lebanese Forces Student Association (LFSA)              |
| Litauen                           | TS-LKD Jaunimo Bendruomene                              |
| Malediven                         | Maldivian Democratic Party (MDP)                        |
| Mazedonien                        | Youth Forces Union (UMS) of VMRO-DPMNE                  |
| Marokko                           | Istiqlal Youths                                         |
| Moldawien                         | Noua Generație Partidului Popular Creștin Democrat      |
| Mongolei                          | Democratic Youth of Mongolia                            |
| Montenegro                        | PZP Youth                                               |
| Mosambik                          | Youth League of RENAMO                                  |
| Namibia                           | D.T.A. Youth League                                     |
| Nepal                             | National Democratic Youth Organisation                  |
| Neuseeland                        | Young Nationals                                         |
| Nicaragua                         | Juventud Conservadora Nacional                          |
| Niederlande                       | Christian Democratic Youth Appeal (CDJA)                |
| Norwegen                          | Unge Høyres Landsforbund (UHL)                          |
| Norwegen                          | Høyres Studenterforbund (HSF)                           |
| Österreich                        | Junge ÖVP                                               |
| Panama                            | Cambio Democrático (Beobachterstatus)                   |
| Peru                              | Juventud Popular Cristiana                              |
| Polen                             | Stowarzyszenie „Młodzi Demokraci“                       |
| Polen                             | „Młodzi Demokraci“ Students Association                 |
| Polen                             | Młodzi Konserwatysci                                    |
| Portugal                          | Juventude Popular                                       |
| Portugal                          | Juventude Social Democrata                              |
| Rumänien                          | Național Țărănesc Creștin Democrat – Studenți           |
| Rumänien                          | Youth Organisation of the Democratic Liberal Party      |
| St. Kitts und Nevis               | Young PAMITES                                           |
| St. Kitts und Nevis               | Young Redemption Movement                               |
| St. Lucia                         | United Workers’ Party Youth Arm                         |
| St. Vincent und die Grenadinen    | Young Democrats                                         |
| Schweden                          | Fria Moderata Studentförbundet                          |
| Schweden                          | Moderata Ungdomsförbundet                               |
| Schweden                          | Kristdemokratiska Ungdomsförbundet                      |
| Schweiz                           | Junge CVP                                               |
| Schweiz                           | Junge SVP                                               |
| Serbien                           | G 17 Plus Youth Network                                 |
| Serbien                           | Demokratska omladina                                    |
| Slowakei                          | Kresťanskodemokratická mládež                           |
| Slowakei                          | Občiansko Demokratická Mládež (ODM)                     |
| Slowenien                         | Slovenska demokratska mladina (SDM)                     |
| Slowenien                         | Junge Slowenische Volkspartei                           |
| Spanien                           | Nuevas Generaciones del Partido Popular (NN.GG.)        |
| Spanien/Katalonien                | Unió de Joves                                           |
| Sri Lanka                         | United National Party                                   |
| Südkorea                          | Grand National Party                                    |
| Tansania                          | BAVICHA (CHADEMA Youth Council)                         |
| Tschechien                        | Mladí konzervativci (ODS)                               |
| Tschechien                        | Mladí křešťanští demokraté                              |
| Türkei                            | Anavatan Partisi Gençlik Kolları                        |
| Uganda                            | FDC Youth League                                        |
| Ukraine                           | Батьківщина Молода                                      |
| Ungarn                            | Fidelitas                                               |
| Ungarn                            | Ifjúsági Demokrata Fórum                                |
| Uruguay                           | Juventud de Partido Colorado                            |
| Uruguay                           | Movimiento Alianza Social                               |
| Venezuela                         | Partido Proyecto Venezuela                              |
| Venezuela                         | Primero Justicia                                        |
| Vereinigtes Königreich            | Conservative Future                                     |
| Vereinigtes Königreich/Schottland | Conservative Future Scotland                            |
| Vereinigte Staaten von Amerika    | College Republican National Committee                   |
| Vereinigte Staaten von Amerika    | Young Republicans                                       |
| Vietnam                           | International Vietnamese Youth Network (Lên Đường)      |
| Zypern                            | Neolaia Dimokratiou Synagermou (NE.DI.SY)               |
| Zypern                            | Protoporia                                              |